# Melanimon
Melanimon är ett släkte av skalbaggar som beskrevs av Christian von Steven 1829. Melanimon ingår i familjen svartbaggar.
Släktet innehåller bara arten Melanimon tibialis.

## Bildgalleri

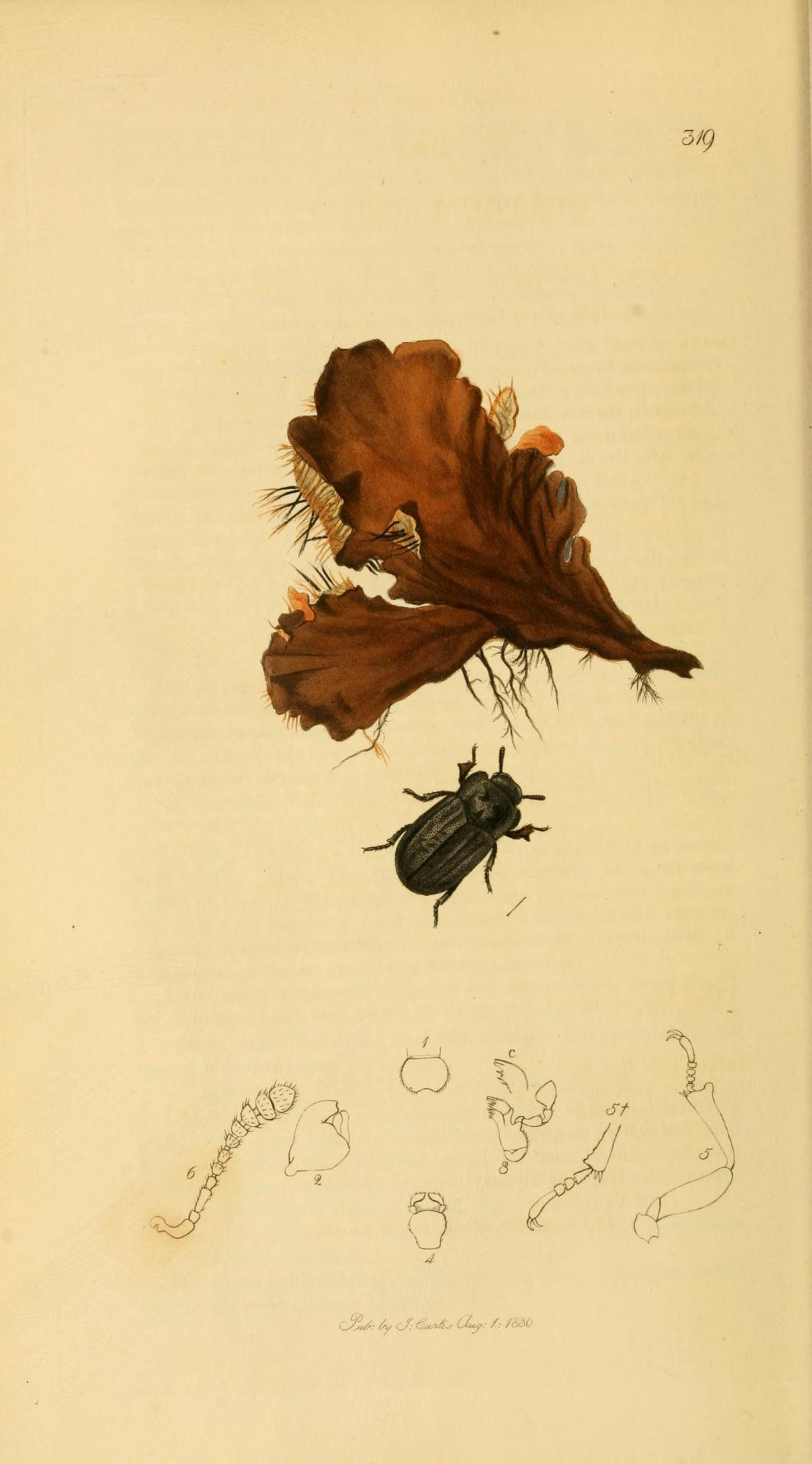
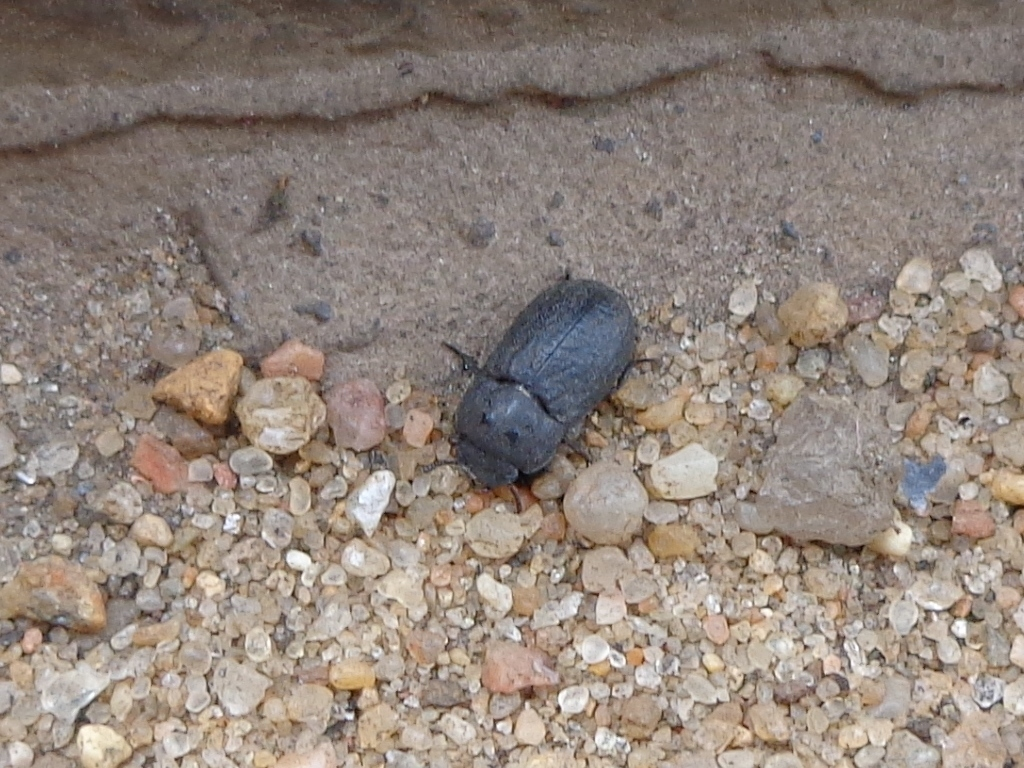
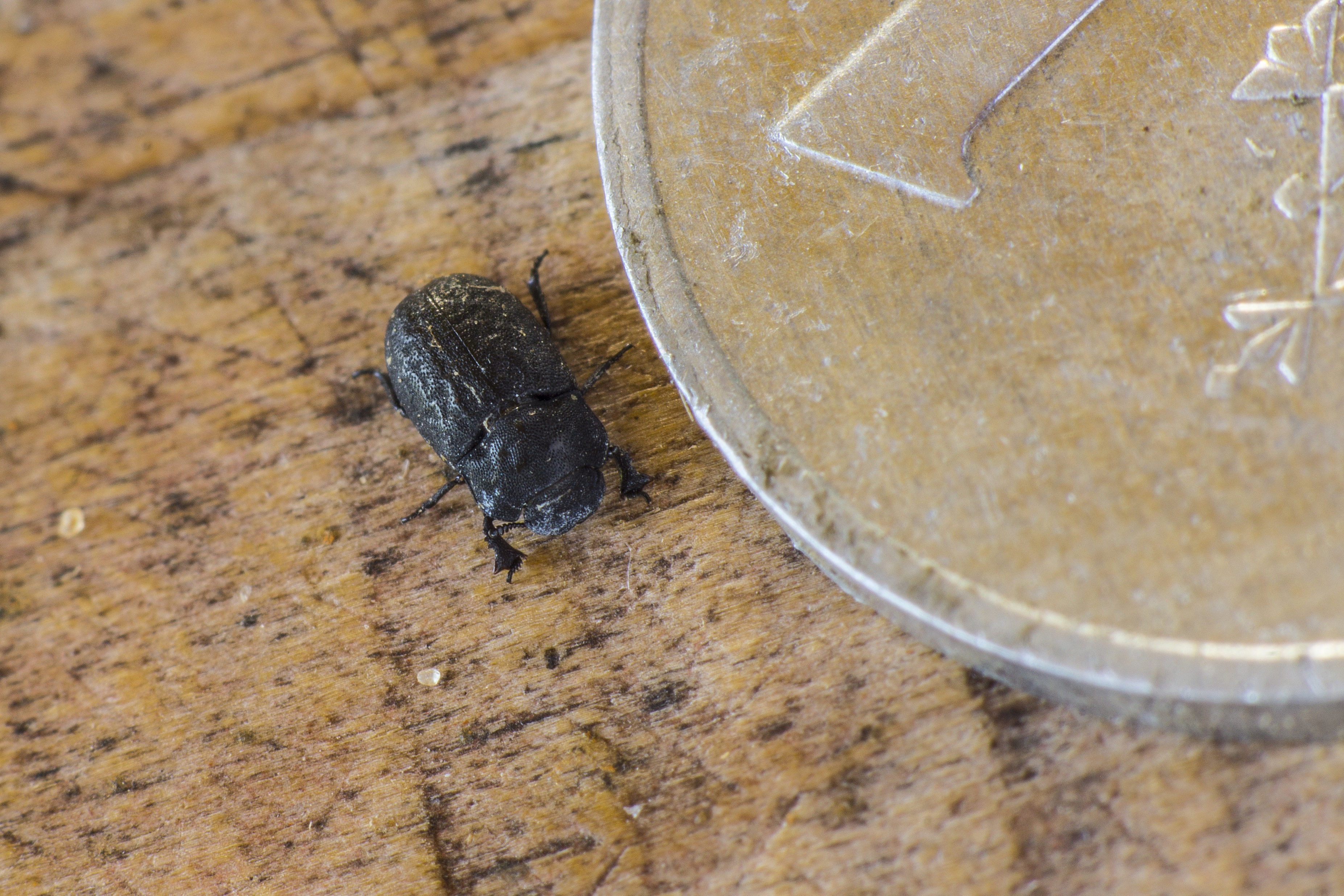
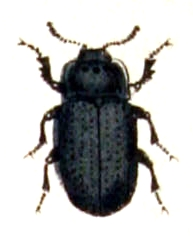